# Liste von Supernovae
Heutzutage werden mit Hilfe von automatisierten Suchprogrammen jährlich tausende Supernovae entdeckt, die sich in anderen Galaxien Millionen Lichtjahre entfernt befinden. Bezogen auf eine einzelne Galaxie sind Supernovae in der Regel vergleichsweise seltene Ereignisse (wenige Ereignisse pro Jahrtausend).
Die letzte direkt beobachtete Supernova innerhalb der Milchstraße war die Keplersche von 1604. Um das Jahr 1680 fand eine weitere statt, die erst mit modernen Beobachtungsmethoden nachträglich sicher identifiziert wurde.
Die Benennung erfolgt nach einem systematischen Schema durch die Jahreszahl gefolgt von einem oder zwei Buchstaben des lateinischen Alphabets.

## Liste
| Bezeichnung | Sternbild | Typ  | Scheinbare Helligkeit im Maximum (mag) | Absolute Helligkeit im Maximum (mag) | Galaxie                         | ungefähre Entfernung (Lj) | Bemerkungen                                                                                  |
| ----------- | --------- | ---- | -------------------------------------- | ------------------------------------ | ------------------------------- | ------------------------- | -------------------------------------------------------------------------------------------- |
| SN 185      | Cen       | Ia   | −7                                     | −19,2                                | Milchstraße                     | 9100                      | älteste beschriebene Supernova der Geschichte                                                |
| SN 393      | Sco       | II   | 0                                      | −15,1                                | Milchstraße                     | 34000                     |                                                                                              |
| SN 1006     | Lup       | I    | −7,5                                   | −19,2                                | Milchstraße                     | 7000                      |                                                                                              |
| SN 1054     | Tau       | II   | −6                                     | −17,5                                | Milchstraße                     | 6500                      | Überrest ist der Krebsnebel (M 1)                                                            |
| SN 1181     | Cas       | II   | 0                                      | −12,1                                | Milchstraße                     | 8500                      |                                                                                              |
| SN 1572     | Cas       | Ia   | –4                                     | −15,9                                | Milchstraße                     | 8000                      | von Tycho Brahe entdeckt und Nova genannt                                                    |
| SN 1604     | Oph       | Ia   | –3                                     | −16,2                                | Milchstraße                     | 14000                     | auch Keplers Supernova oder Keplers Stern genannt                                            |
| SN 1680     | Cas       | IIb  | +6                                     | −6,6                                 | Milchstraße                     | 11000                     |                                                                                              |
| SN 1885A    | And       | Ia   | +7                                     | −17,4                                | Andromeda-Galaxie               | 2,5 Mio.                  | erste beobachtete Supernova außerhalb der Milchstraße                                        |
| SN 1940B    | Com       | II P | +12,8                                  | −17,5                                | NGC 4725                        | 38 Mio.                   |                                                                                              |
| SN 1968L    | Hya       | II P | +12                                    | −16,3                                | Messier 83                      | 15,2 Mio.                 | Die erste Supernova, die seit Erfindung des Teleskops visuell entdeckt wurde                 |
| SN 1972E    | Cen       | Ia   | +8,7                                   | −18,9                                | NGC 5253                        | 10,9 Mio.                 |                                                                                              |
| SN 1979C    | Com       | II L | +12,1                                  | −18,8                                | Messier 100                     | 50 Mio.                   |                                                                                              |
| SN 1983N    | Hya       | Ib   | +11,8                                  | −16,5                                | Messier 83                      | 15,2 Mio.                 |                                                                                              |
| SN 1986J    | And       | IIn  | +18,4                                  | −11,4                                | NGC 891                         | 30 Mio.                   |                                                                                              |
| SN 1987A    | Dor       | II P | +2,9                                   | −15,6                                | Große Magellansche Wolke        | 160000                    | Die erste Supernova, bei der man den Vorgängerstern identifizieren konnte.                   |
| SN 1993J    | UMa       | IIb  | +10,8                                  | −16,8                                | Messier 81                      | 11 Mio.                   |                                                                                              |
| SN 1994D    | Vir       | IIb  | +11,8                                  | −19,3                                | NGC 4526                        | 55 Mio.                   |                                                                                              |
| SN 2005ap   | Com       | II   | +18,5                                  | −22,3                                | SDSS J130114+2743               | 4,7 Mrd.                  | erst 2007 wurde entdeckt, dass sie 300-mal heller als eine normale Typ-II-Supernova strahlte |
| SN 2005cs   | CVn       | II   | +14                                    | −15,6                                | Messier 51                      | 27 Mio.                   |                                                                                              |
| SN 2006gy   | Per       | IIn  | +15                                    | −19,3                                | NGC 1260                        | 240 Mio.                  |                                                                                              |
| SN 2007bi   | Vir       | Ic   | +18,3                                  |                                      |                                 | 1,7 Mrd.                  | erste bestätigte Paarinstabilitäts-Supernova                                                 |
| SN 2008D    | Lyn       | Ibc  | +17,5                                  | −14,7                                | NGC 2770                        | 88 Mio.                   |                                                                                              |
| SN 2011dh   | UMa       | II P | +12,5                                  | −16,7                                | Messier 51                      | 23 Mio.                   |                                                                                              |
| SN 2011fe   | UMa       | Ia   | +10,0                                  | −19,0                                | Messier 101                     | 21 Mio.                   |                                                                                              |
| SN 2014J    | UMa       | Ia   | +10,5                                  |                                      | Messier 82                      | 12 Mio.                   |                                                                                              |
| SN 2015L    | Ind       | I    | +16,9                                  | −23,4                                | APMUKS(BJ) B215839.70−615403.9. | 3,8 Mrd.                  | 2015 stärkste beobachtete Supernova                                                          |